# Patrícia Silva
Patrícia Silva (* 9. Dezember 1999) ist eine portugiesische Leichtathletin, die sich auf den Mittelstreckenlauf spezialisiert hat.

## Sportliche Laufbahn
Erste internationale Erfahrungen sammelte Patrícia Silva im Jahr 2016, als sie bei den erstmals ausgetragenen Jugendeuropameisterschaften in Tiflis im 800-Meter-Lauf mit 2:16,01 min in der ersten Runde ausschied, wie auch bei den U20-Europameisterschaften 2017 in Grosseto mit 2:12,43 min. 2018 nahm sie im 1500-Meter-Lauf an den U20-Weltmeisterschaften in Tampere teil, scheiterte aber auch dort mit 4:24,57 min im Vorlauf. Im Jahr darauf belegte sie dann bei den U23-Europameisterschaften in Gävle in 4:26,06 min den sechsten Platz. Im Dezember erreichte sie bei den Crosslauf-Europameisterschaften in Lissabon mit der gemischten Staffel nach 18:29 min den sechsten Platz. 2022 gewann sie bei den Ibero-Amerikanischen Meisterschaften in La Nucia in 2:04,23 min die Bronzemedaille über 800 Meter hinter der Uruguayerin Déborah Rodríguez und Daniela García aus Spanien. Anfang Juli gelangte sie dann bei den Mittelmeerspielen in Oran mit 2:03,12 min auf Rang vier. Im Dezember wurde sie bei den Crosslauf-Europameisterschaften in Turin in 17:56 min Zehnte in der Mixed-Staffel. Im Jahr darauf schied sie bei den Halleneuropameisterschaften in Istanbul mit 2:07,58 min in der Vorrunde aus. Im Juni wurde sie bei der 1. Liga der Team-Europameisterschaft im Rahmen der Europaspiele in Chorzów in 2:01,82 min Achte im A-Lauf. Im August schied sie dann bei den Weltmeisterschaften in Budapest mit 2:06,33 min in der ersten Runde aus. 2024 kam sie bei den Europameisterschaften in Rom mit 2:05,03 min nicht über den Vorlauf über 800 Meter hinaus. Im Dezember wurde sie bei den Crosslauf-Europameisterschaften in Antalya in 19:04 min Neunte in der Mixed-Staffel.
2025 verbesserte sie den Landesrekord über 800 Meter in der halle auf 2:00,79 min und anschließend belegte sie bei den Halleneuropameisterschaften in Apeldoorn in 4:09,97 min den siebten Platz über 1500 Meter. Kurz darauf gewann sie bei den Hallenweltmeisterschaften in Nanjing mit Landesrekord von 1:59,80 min die Bronzemedaille hinter der Südafrikanerin Prudence Sekgodiso und Nigist Getachew aus Äthiopien.
In den Jahren 2019 und von 2022 bis 2024 wurde Silva portugiesische Meisterin im 800-Meter-Lauf im Freien sowie 2022 und 2023 in der Halle. Zudem wurde sie 2023 Landesmeisterin in der 4-mal-400-Meter-Staffel und 2024 über 1500 Meter im Freien und 2025 in der Halle.

## Persönliche Bestzeiten
- 800 Meter: 2:00,07 min, 6. Juni 2023 in Huelva
  - 800 Meter (Halle): 1:59,80 min, 23. März 2025 in Nanjing (portugiesischer Rekord)
  - 1000 Meter (Halle): 2:37,37 min, 25. Januar 2025 in Antequera
- 1500 Meter: 4:14,63 min, 18. Mai 2023 in Nerja
  - 1500 Meter (Halle): 4:05,02 min, 22. Februar 2025 in Pombal